# Abdelhafid
Moulay Abdelhafid ibn Hassan (Fez, 1873 - Enghien-les-Bains (Frankrijk), 4 april 1937) was sultan van Marokko van 1908 tot 1912.
Hij was een zoon van Hassan I, die was opgevolgd door zijn jongere broer Abd el Aziz. Abdelhafid kwam in opstand tegen zijn broer als protest tegen de buitenlandse inmenging na de Internationale conventie te Algeciras. Na een burgeroorlog waarbij hij zelf steun kreeg uit het buitenland, nam hij in augustus 1908 de macht over.
Zijn regering was echter geen succes. Het belangrijkste wapenfeit was het uitschakelen van de pretendent Bou Hmara, dankzij de Riffijnse krijgers bij de slag van Boukidaren. Geconfronteerd met volksopstanden riep hij de bescherming in van Frankrijk, waardoor Marokko een protectoraat werd (Verdrag van Fez). Hij deed hierna troonsafstand en vertrok in ballingschap naar Frankrijk.